# Joanna Zalewska-Gałosz
Joanna Sławomira Zalewska-Gałosz (ur. 27 października 1972 w Krakowie) – polska biolożka, specjalistka taksonomii roślin, prorektorka Uniwersytetu Jagiellońskiego.

## Życiorys
Joanna Zalewska-Gałosz w latach 1992–1997 studiowała biologię na Wydziale Biologii i Nauk o Ziemi Uniwersytetu Jagiellońskiego, uzyskując tytuł magistra (praca magisterska pt. Flora doliny Przemszy na odcinku od Mysłowic do Oświęcimia). Po odbyciu środowiskowych studiów doktoranckich tamże (1997–2001), w 2001 uzyskała stopień doktora nauk biologicznych, specjalność taksonomia roślin, na podstawie napisanej pod kierunkiem Marii Zając dysertacji Rodzaj Potamogeton w Polsce – taksonomia i rozmieszczenie. Habilitowała się także na WBNZ UJ w 2012 w dziedzinie nauk biologicznych, przedstawiwszy dzieło Hybrydyzacja międzygatunkowa jako źródło różnorodności taksonomicznej w rodzaju Potamogeton: morfologiczne, anatomiczne i molekularne badania wybranych taksonów mieszańcowych. W 2024 uzyskała tytuł profesora nauk ścisłych i przyrodniczych w dyscyplinie nauki biologiczne.
Od 2001 związana zawodowo z macierzystym wydziałem (od 2017 pod nazwą Wydział Biologii) jako kolejno: asystentka (2001–2003), adiunktka (2003–2017), profesorka uczelni (2017–2024) i profesorka (od 2024). Pełniła szereg funkcji, m.in.: dyrektorki Instytutu Botaniki UJ (2016–2020), dziekanki Wydziału Biologii UJ (2020–2024), prorektorki ds. polityki kadrowej i finansowej UJ (kadencja 2024–2028).
Jej zainteresowania naukowe obejmują: taksonomię i filogenezę roślin wodnych (rdestnice, jaskry i włosieniczniki); hybrydyzację i mikroewolucję; filogeografię; genetykę populacyjną roślin; florystykę mchów i wątrobowców; ochronę przyrody.
Członkini International Association for Plant Taxonomy oraz Polskiego Towarzystwa Botanicznego.
W 2022 otrzymała Srebrny Medal za Długoletnią Służbę.